# Ornithodoros savignyi
Ornithodoros savignyi är en fästingart som beskrevs av Jean Victor Audouin 1827. Ornithodoros savignyi ingår i släktet Ornithodoros och familjen mjuka fästingar. Inga underarter finns listade i Catalogue of Life.